# Ernst Alfred O’Swald
Ernst Alfred O’Swald (* 22. März 1861 in Hamburg; † 10. Januar 1929 ebenda) war ein Hamburger Kaufmann und Politiker.

## Leben
Ernst Alfred O’Swald wurde als zweites von sechs Kindern der Eheleute Albrecht Percy O’Swald (1831–1899) und Pauline O’Swald, geb. Ruperti (1838–1887) in Hamburg geboren.
1881 wurde Ernst Alfred O’Swald Commis in der von seinem Großvater gegründeten Firma Wm O’Swald & Co. Von 1883 bis 1890 war er in Afrika und auf Madagaskar tätig. 1891 erhielt er Prokura und 1894 wurde er Teilhaber von Wm O’Swald & Co. Von 1897 bis 1921 war O’Swald Mitglied der Baudeputation. O’Swald gehörte von 1904 bis 1922 der Finanzdeputation an. Von 1898 bis 1908 war O’Swald Mitglied der Hamburgischen Bürgerschaft, als Mitglied der Fraktion der Rechten. Er gehörte zeitweise dem Aufsichtsrat der Deutschen Bank und der Hamburger Freihafen-Lagerhaus-Gesellschaft an.

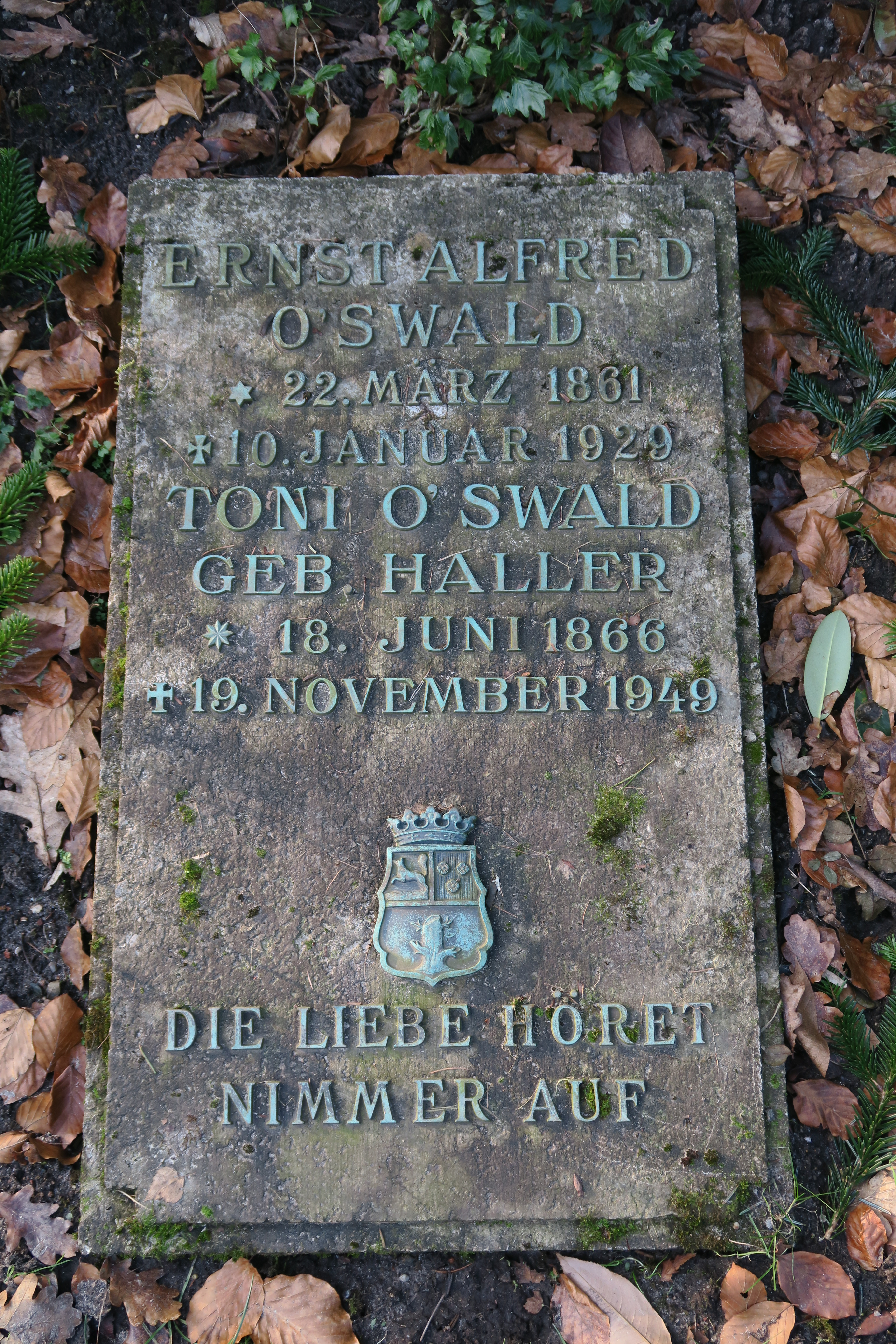
Grabplatte für Ernst Alfred und Toni O’Swald auf dem Friedhof Ohlsdorf

O’Swald heiratete am 20. September 1890 Helene Antonie Haller (1866–1949), eine Tochter von Martin Haller. William Henry O’Swald war sein Onkel, Theodor E. Behrens und Max Schramm waren jeweils mit Schwestern von ihm verheiratet.
Für Ernst Alfred und Toni O’Swald befindet sich eine Grabplatte in der Familienanlage O’Swald, unmittelbar gegenüber der Grabstätte der Familie Schramm in einer gemeinsamen Nische auf dem Friedhof Ohlsdorf im Planquadrat S 23.